# СиБи 4: Четвёртый подряд
«СиБи 4: Четвёртый подря́д» — комедия, вышедшая в прокат 12 марта 1993 года, рассказывает о вымышленной рэп-группе CB4, названной в честь тюремного блока, в котором предположительно и сформировалась группа (Cell Block 4). В фильме пародируется рэп-группа N.W.A, как, впрочем, и другие аспекты гангста-рэпа.

## Сюжет
Картина повествует о трёх молодых рэперах, которые хотят стать известными и популярными. Давние друзья и рэперы-любители Альберт, Еврипид и Отис хотят оставить свой след на большой рэп-сцене. Чтобы заявить о себе, они обращаются к местной «шишке», владельцу ночного клуба по имени Гасто. Но встреча кончается неудачно, а через некоторое время Гасто попадает в тюрьму. Он обвиняет группу в полицейском рейде и клянётся отомстить, когда выйдет. Однако, в то время как Гасто сидит, Альберт берёт его имя, и Тюремный блок 4 становится самой популярной группой в чартах с хитами типа «Пот Моих Яиц» и «Прямо Из Локэша». В росте их известности активно заинтересован директор Трастус.

## Интересные факты
Большинство песен CB4 выполнены в стиле N.W.A, например песня Straight Outta Locash, пародия на песню Straight Outta Compton. Также MC Gusto одет в стиле Eazy-E.
В одном эпизоде можно заметить таких знаменитостей как: Хэлли Берри, Eazy-E, Butthole Surfers, Ice-T, Ice Cube, Flavor Flav и Шакил О’Нил.

## В ролях
- Крис Рок — Альберт Браун / М. С. Гасто
- Аллен Пэйн — Еврипид Мелочь / Мёртвый Майк
- Дизер Ди — Отис / Стаб Мастер Арсон
- Крис Эллиотт — A. Уайт
- Фил Хартман — Вирджил Робинсон
- Чарли Мёрфи — Гасто
- Ханди Александер — Сисси
- Арт Эванс — Альберт Браун Старший
- Тереза Рэндл — Ив
- Уиллард Э. Пью — Трастус Джоунс
- Тироун Грандерсон Джоунс' — 40 Dog
- Рэйчел Тру — Далиха
- Виктор Уилсон — Лейтенант Дэвенпорт
- Ричард Гант — Baa Baa Ack
- Дж. Д. Дэниелс — Бен
- Стоуни Джэксон — Дурацкий Ди
- Butthole Surfers — самих себя
- Ice Cube — самого себя
- Ice T — самого себя
- Шакил О’Нил — самого себя
- Eazy-E — самого себя
- Хэлли Берри — сама себя